# Armenische Legion
Legione armena (tedesco: Armenische Legion) era il nome col quale era noto l'812º Battaglione Armeno, unità formata da effettivi stranieri e combattente a fianco dell'esercito tedesco durante la seconda guerra mondiale. Inquadrata nell'Ost-Bataillon, essa era composta interamente di volontari, per lo più ex-prigionieri di guerra armeni provenienti dalle file dell'Armata Rossa. Suo teatro di operazione fu prima la Polonia e poi dal settembre del 1943 Italia e Slovenia.

Il suo comandante fu Drastamat Kanayan.